# 馬橋 (松戸市)
馬橋（まばし）は、千葉県松戸市北西部の地名。郵便番号は271-0051。

## 地理
北は三ヶ月、東は八ヶ崎、南は中和倉、新作、中根、西は西馬橋と隣接する。
西端を新坂川が流れ、それに沿うように東日本旅客鉄道常磐線・流鉄流山線が走る。馬橋駅周辺は商店、飲食店が立ち並び、銀行、郵便局、松戸市役所支所などの施設もある。駅付近は万満寺の門前町として、また水戸街道（国道6号から馬橋駅方面に分岐する道路、一部千葉県道199号）の間の宿として栄え、往時を偲ばせる建物も点在する。
地区の中央には国道6号が南北に貫いているが、住宅地として広く使われている。

### 地価
住宅地の地価は、2014年（平成26年）1月1日の公示地価によれば、馬橋字上ﾉ台3377番外の地点で17万7000円/m2となっている。

## 歴史
江戸時代には万満寺の門前町、水戸街道の間の宿として栄えた。
- 1889年（明治22年）4月1日 - 町村制施行により、東葛飾郡馬橋村が発足。
- 1898年（明治31年）8月6日 - 日本鉄道土浦線（現・常磐線）馬橋駅開業。
- 1916年（大正5年）3月14日 - 流山線開業。
- 1943年（昭和18年）4月1日 - 松戸町・馬橋村・高木村の合併により松戸市が発足。松戸市の一部となる。

### 地名の由来

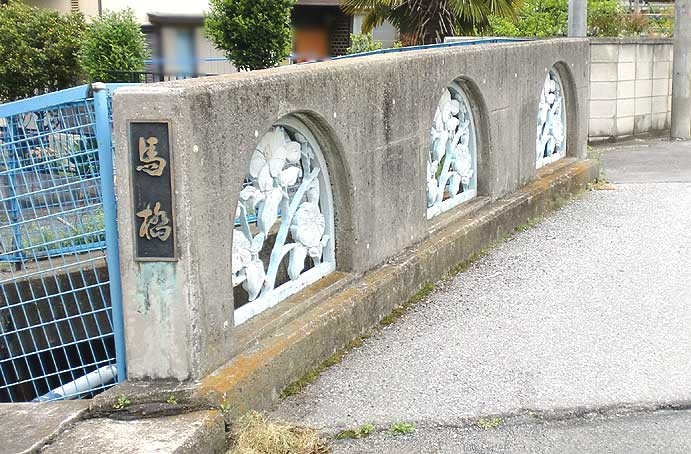
地名の由来である「馬橋」

国道6号沿いを流れる長津川に掛かる旧水戸街道の橋「馬橋」から。
大雨のたびに流されたため、馬の鞍の形をした橋をかけたことに由来するという。

## 世帯数と人口
2017年（平成29年）11月1日現在の世帯数と人口は以下の通りである。
| 大字 | 世帯数    | 人口    |
| ---- | --------- | ------- |
| 馬橋 | 3,875世帯 | 6,894人 |

## 交通

### 鉄道
東日本旅客鉄道
- 常磐緩行線 ： 馬橋駅

流鉄
- 流山線 ： 馬橋駅

### バス
京成バス
7：馬橋駅入口～常盤平駅北口
松戸ゆめいろバス  
総合医療センター～馬橋東口商店街～総合医療センター（循環）

### 道路
- 国道6号
- 千葉県道199号

## 施設

### 行政
- 松戸市役所馬橋支所
- 馬橋東市民センター

### 教育
- 松戸市立第三中学校

### 銀行・郵便局
- 千葉銀行馬橋支店
- 東京ベイ信用金庫馬橋支店
- とうかつ中央農業協同組合馬橋支店
- 馬橋郵便局

## 神社仏閣・史跡
- 法王山万満寺
- 中根寺
- 王子神社
- 弁財天神社
- 栢日庵立砂居宅跡